# Božena Vohánková
Božena Vohánková (2. března 1881 Brno – 27. srpna 1957 Mladá Boleslav) byla česká malířka.

## Životopis
Narodila se 2. března 1881 v Brně, otci Antonínu Vohánkovi. Od roku 1888 byla vychovávána svou tetou a strýcem Barborou a Antonínem Hoblovými v Mladé Boleslavi. Božena navštěvovala kurzy kreslení a modelování v Zemské řemeslnické škole v Mladé Boleslavi, kde pracovala pod vedením Bedřicha Kavánka. Její první díla vznikla až v soukromé malířské škole Václava Březiny, žáka Julia Mařáka, v Mladé Boleslavi. V roce 1907 odešla studovat na Umělecko-průmyslovou školu do Prahy. Po dvou letech studia ukončila a vrátila se domů. Již v roce 1910 uspořádala dvě úspěšné výstavy v Jičíně a v Hořicích.
Cestovala po Rakousku-Uhersku, Itálii a v roce 1914 do Francie. V Paříži začala studovat, se svou nejlepší kamarádkou Marií Fischerovou-Kvěchovou, akademii COLLAROSSI. První světová válka však jejich studia předčasně ukončila. Po návratu do Čech pilně malovala především různá zákoutí Mladé Boleslavi, zaujal ji také Český ráj. Po válce hodně malovala květiny, které byly její velkou láskou.
V Mladé Boleslavi bydlela na adrese Matulova čp. 300. 
Zemřela 27. srpna 1957 v Mladé Boleslavi ve věku 76 let.

## Dílo

### Výstavy
- Jednota umělců Výtvarných pořádala svoji jarní členskou výstavu. Z žen zúčastnilo se výstavy 6 malířek. Anna Boudová, V. Hachla-Myslivečková, Minka Podhajská, Julie Trmalová, Božena Vohánková, Jelena Zitková-Pinkasová. Praha: Obecní dům, 1917[5]
- 39. seznam (exlibris): Božena Vohánková, uzavřeno v červnu 1943 – sestavil V. Rudl. Praha: Spolek sběratelů a přátel exlibris, 1943
- Božena Vohánková 70 let: katalog [výstavy]: listopad 1951 – Mladá Boleslav, Osvětová beseda, 1951
- Výstava obrazů akademické malířky Boženy Vohánkové: 16. ledna až 16. února 1984, výstavní síň kina Oko v Mladé Boleslavi – Marie Fischerová-Kvěchová. Mladá Boleslav: Kulturní a společenské středisko , 1984

### Obrazy
- Stará Boleslav: olej na plátně, 50 × 66 cm, rámováno, rám mírně poškozen, malba poškozena, krakeláž, signováno PD
- Pražské střechy: olej na kartonu, 50 × 65 cm, rámováno, rám a malba mírně poškozeny, signováno LD[6]
- Baletka: olej, plátno, 52 × 43 cm, signováno: vpravo dole, rámováno[7]

- Podzimní roklinka: olej, plátno, rozměr 76 × 57 cm, signováno vpravo dole, malba odřena, oděrky na rámu, volné v rámu, původní stav

- Zasněžený kostelík: olej, karton, rozměr 50 × 65 cm, signováno vpravo dole, oděrky na rámu, původní stav
- Čtenářka: olej, plátno, rozměr 70 × 99 cm, signováno vlevo dole, datováno 1944, poškozený rám, volné v rámu
- V hlubokém lese: olej, plátno, rozměr 70 × 100 cm, signováno vpravo dole, zničený rám, lehce poškozený obraz
- Letní kostelík: olej, karton, rozměr 49 × 65 cm, signováno vpravo dole, datováno 1941, zaskleno, oděrky na rámu
- Růžový keř: olej, karton, rozměr 34 × 38 cm, signováno vlevo dole, obraz i rám ve velmi dobrém stavu
- Stará zákoutí: olej, plátno, rozměr 66 × 50 cm, signováno vlevo dole, oděrky na rámu, původní stav
- Partie z Mladé Boleslavi: olej, karton, rozměr 33 × 40 cm, signováno vpravo dole, věnování, oděrky na rámu, původní stav
- Květinové zátiší: olej, plátno, rozměr 65 × 50 cm, signováno vlevo dole, lokálně poškozená malba, nerámováno, volně loženo
- U řeky: olej, karton, rozměr 24,5 × 32 cm, signováno vpravo dole, lehce ošoupaná barva, drobně poškozený rám[3]

- Rákosí: olej, lepenka, 50 × 66 cm, sign. LD B. Vohánková[8]
- Magnolie: olej na plátně, sign PD, rozměr 74 × 69 cm, rám 93,5 × 89 cm[9]
- Cesta k městu: olej, karton, 66 × 50 cm, signováno vpravo dole[10]

- Krajina s městem

- Dům u řeky
- Staropražské zákoutí[11]
- Husopaska: olej na sololitu, 49 × 63 cm, signováno vpravo dole B. Vohánková, rám mírně poškozen[12]
- Krajina s cestou: olej na lepence, 25 × 32 cm s rámem 32 × 39 cm, podepsáno vlevo dole B. Vohánková, rámováno v stříbřeném rámu s patinou[13]
- Chalupy: olej, karton, 40 × 32 cm, signováno B. VOHANKOVA[4]